# Болос, Харман ван
Ха́рман ван Бо́лос (нидерл. Harmen van Bol'es; 1689, Амстердам — 1764, Санкт-Петербург) — голландский плотничный и «типичный» (то есть по постройке шпилей) мастер. Практически вся его карьера прошла в Санкт-Петербурге в начале XVIII века. Современники именовали его «разных художеств мастер».

## Биография
Ван Болос родился в Амстердаме, приехал в столицу России в 1711 году по контракту.
На этот момент ему было двадцать два года.
Он прожил в Санкт-Петербурге безвыездно до самой смерти и весь этот период выполнял столярные и плотницкие работы, строил купола, шпицы, подъёмные и раздвижные мосты, водоливные машины, стропила на разных зданиях, водяные и ветряные мельницы, деревянные и каменные шлюзы.
Ван Болос строил мосты с разводным центральным пролётом для прохода судов. Пролёт приводился в действие коромыслом с балансиром и был полностью собран из дерева. Такая конструкция удовлетворяла правилам, принятым в то время — обеспечивала быстрый развод моста и высокую ремонтопригодность.

Сохранилось одно из прошений ван Болоса, в котором он сам приводит список объектов, к которым он приложил свои умения в начале 1720-х годов: 
Обретаюсь я у работ вашего величества в Санкт Питербурхе у гошпитали, в Летнем доме вашего величества, у водовзводных башен и у Исакиевской церкви, в Санкт Питербургской фортификации у Петропавловской церкви и вашего величества конюшенного двора. Также бываю у работ вашего величества в Петергофе, в Кронштадте и у прочих работ, где мне быть повелевают.

### Работы
- Шпиль Исаакиевской церкви — центральной городской церкви в начале XVIII века. Храм был освящён в 1707 году[3].
- 1719 год: Шпиль на здании Адмиралтейства. Сохранилось следующее историческое свидетельство:

Шпиц адмиралтейский достроить всякою столярною и плотничною работою и укрепить своими мастеровыми людьми и на оном шпице поставить яблоко и корабль и поверху его корону, доделать же внутри и с лица того шпица окошки, двери: Балясы и лестницы со всем в отделку самым добрым и чистым мастерством— приказ, полученный ван Болосом от Адмиралтейств-коллегии
- 1721 год: перестройка Аничкова моста.
- 1725—1726 годы: Строительство деревянного моста-акведука для питания фонтанов Летнего сада на том месте, где позднее был построен Пантелеймоновский мост[4] и самих фонтанов[5].

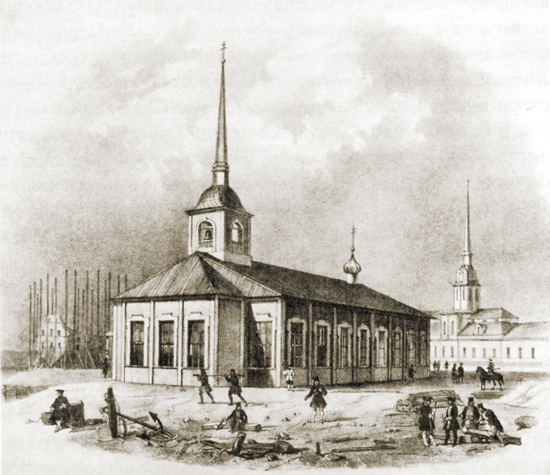
Начало XVIII века. Первая Исаакиевская церковь. Литография с рисунка О. Монферрана. 1710 год
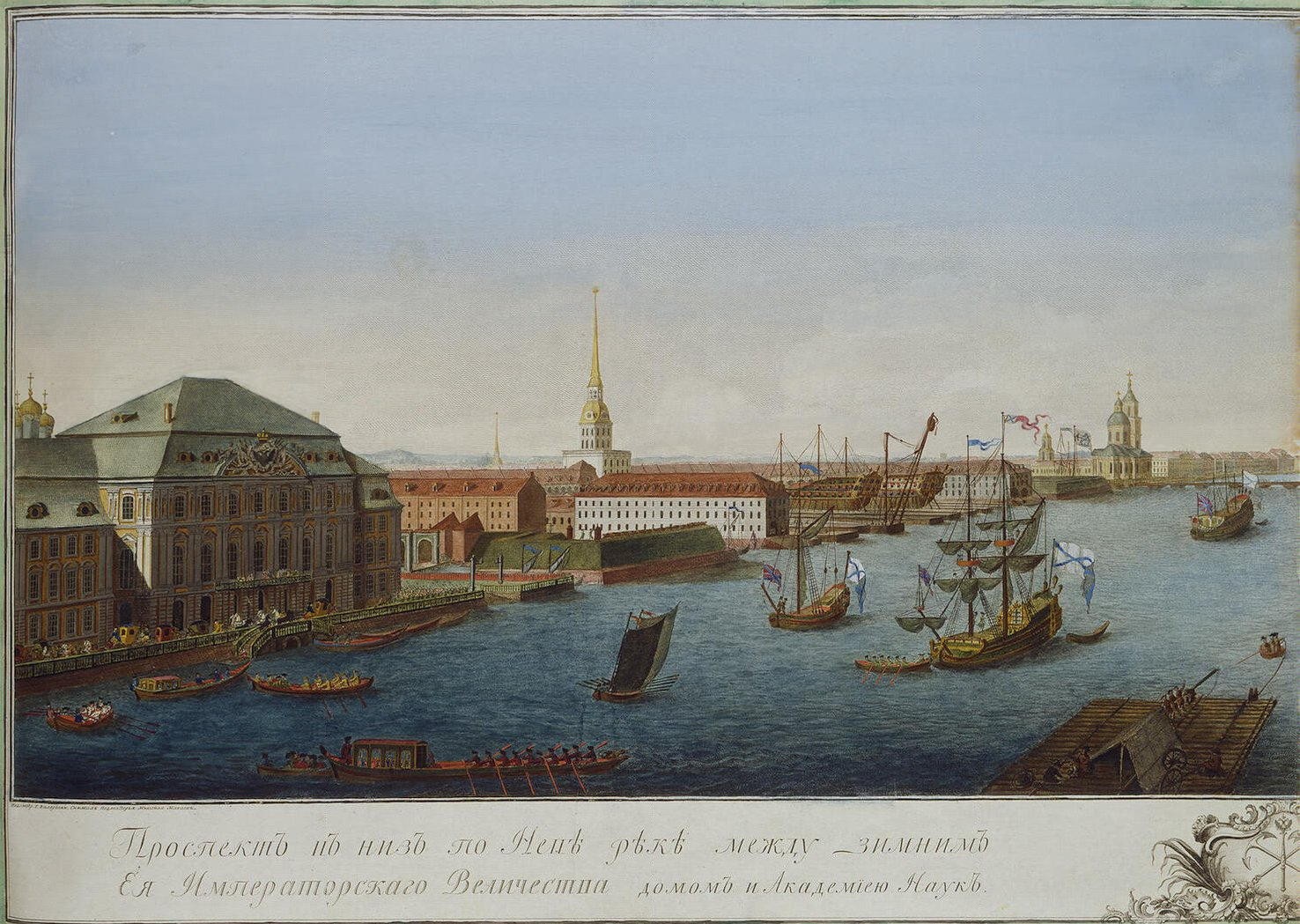
1719 год:«Проспект вниз по Неве между Зимним дворцом и Академией наук». Гравюра Г. А. Качалова по рисунку М. И. Махаева. 1753 год (часть)
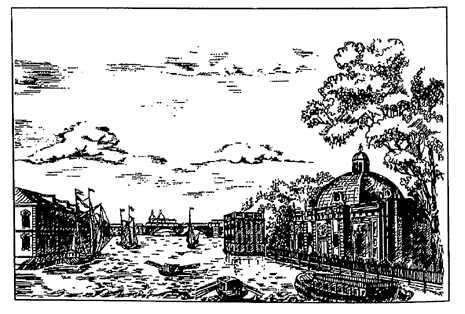
1725-1726 годы Акведук через Фонтанку в конце 1720-х годов

- Шпиль Конюшенного двора[3].
- 1712—1733 годы: Шпиль Петропавловского собора[3]. Возведён архитектором Д. Трезини. Трёхъярусная колокольня высотой 122,5 метра, увенчанная золочёным шпилем с фигурой летящего ангела, является высотной доминантой и символом города. Освящён в 1733 году.
- 1731 — 1734 годы: Шпиль Симеоновской церкви, строительство велось по проекту архитектора М. Г. Земцова. Храм был освящён 27 января 1734 года[3].
- 1737 год: строительство деревянных Синего моста[6] и Красного моста[7] через реку Мойку.
- 1747—1750 годы: коренная перестройка Екатерингофского дворца, дворец был расширен за счёт пристройки к нему боковых флигелей, из одноэтажного сделан двухэтажным. По обе стороны от дворца на берегу гавани также построили два новых корпуса.

Кроме того, под его руководством производилось строительство и ремонт других переправ, а также укрепление берегов рек и каналов Петербурга.
- 1753 год: Большой Конюшенный мост через реку Мойку.[8]

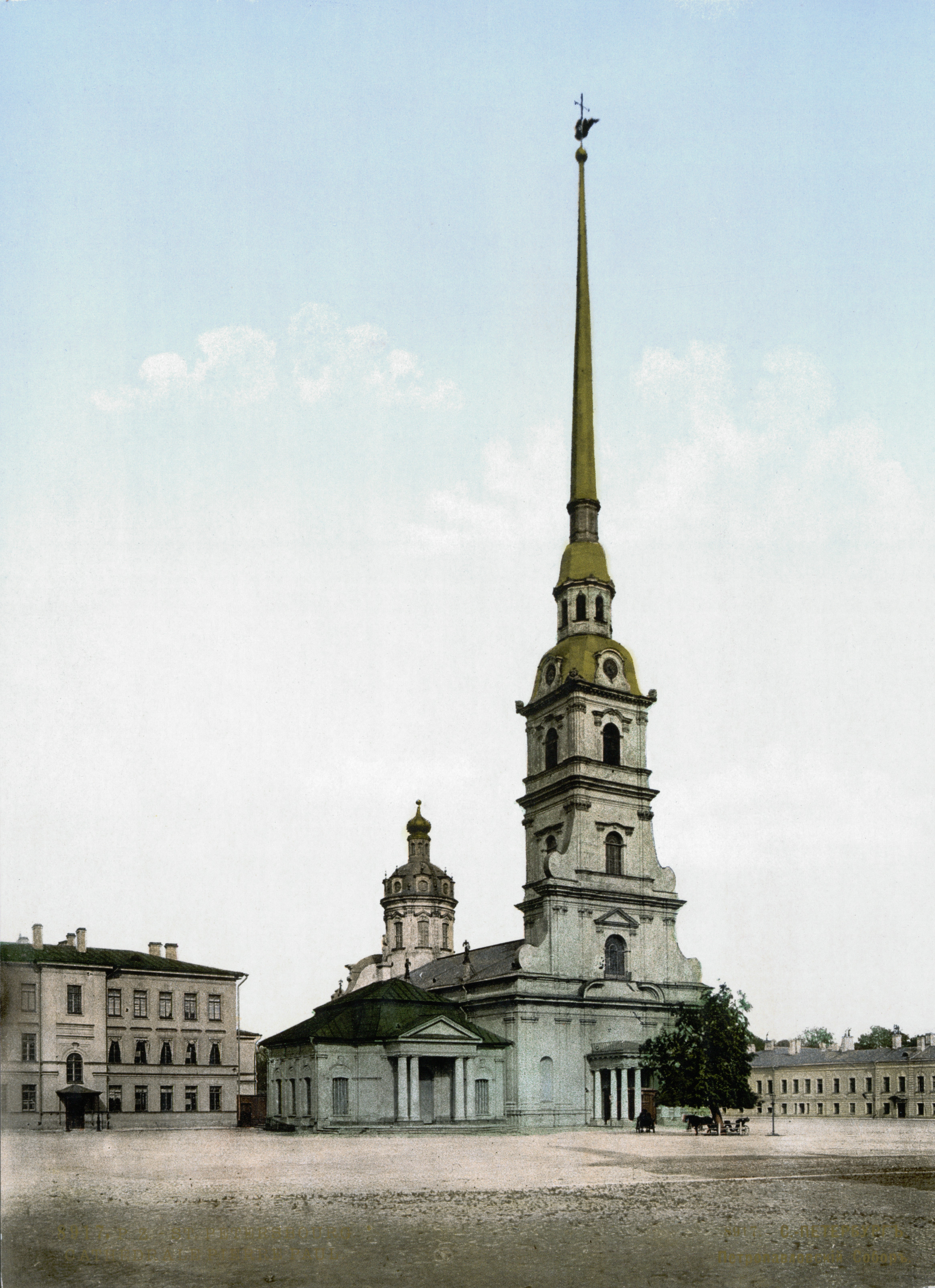
1712—1733 годы Петропавловский собор. Конец XIX века
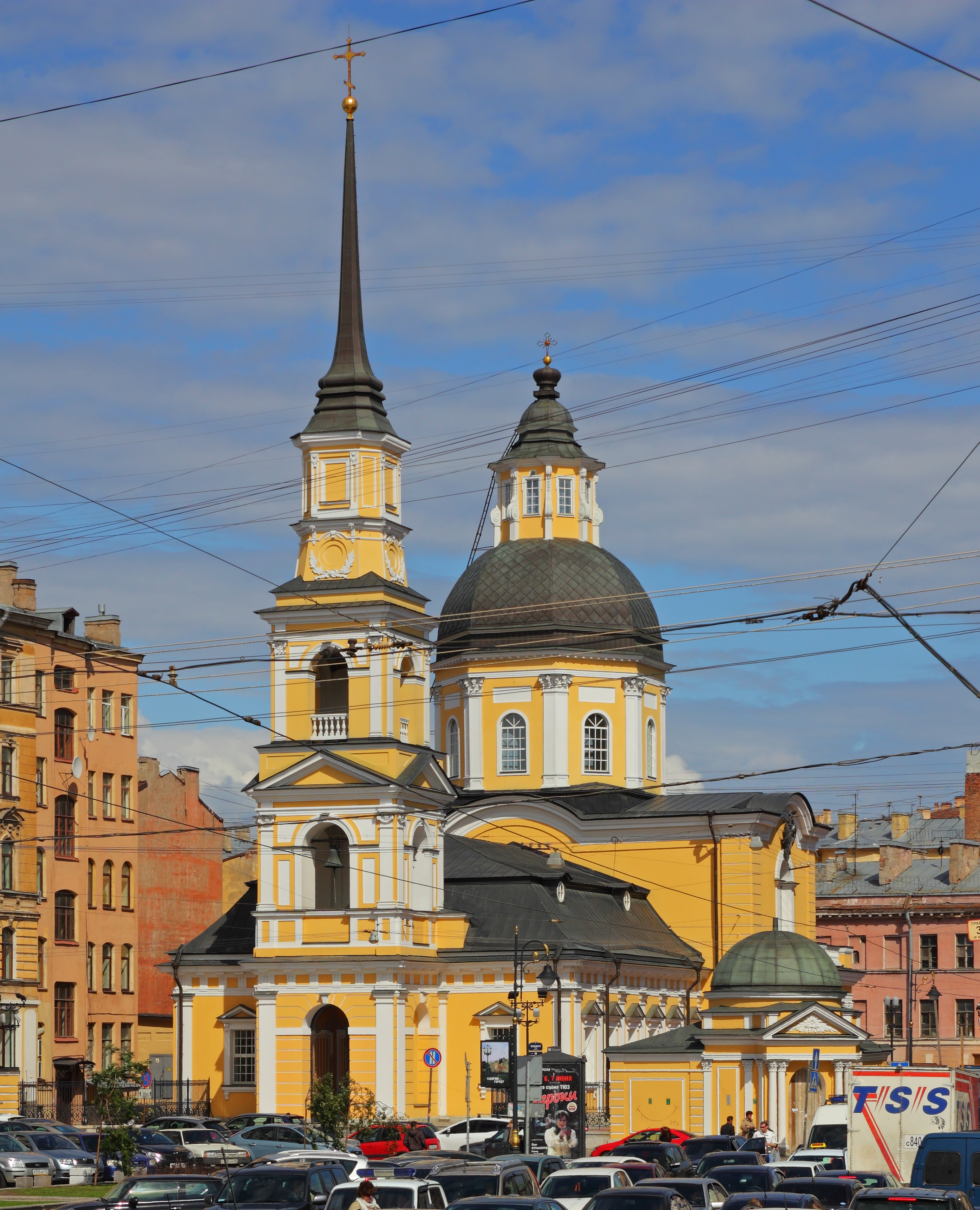
1731 — 1734 годы. Церковь Симеона и Анны. 2008 год
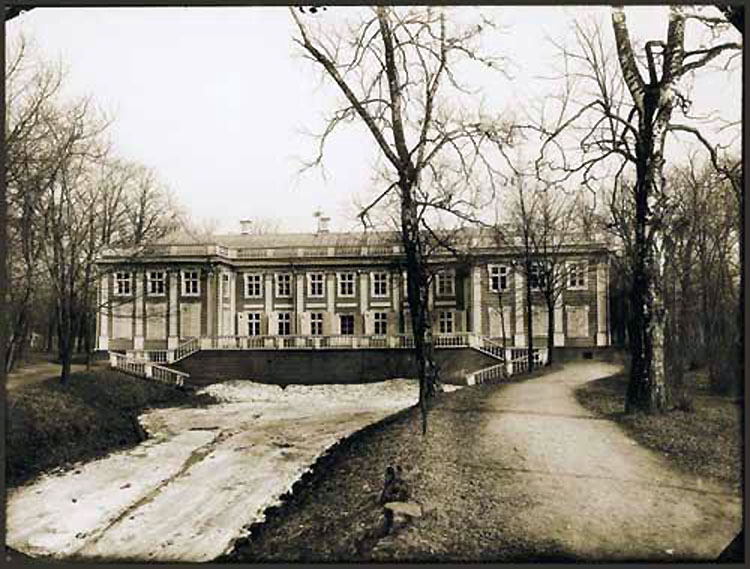
1747—1750 годы. Екатерингофский дворец. Фото конца XIX века